# Rambayan Lueng
Rambayan Lueng is een bestuurslaag in het regentschap Pidie van de provincie Atjeh, Indonesië. Rambayan Lueng telt 689 inwoners (volkstelling 2010).